# Contea di Jinghe
La contea di Jinghe (精河县S) è una contea della Cina, situata nella regione autonoma di Xinjiang e amministrata dalla prefettura autonoma mongola di Börtala.